# Monceaux (Oise)
Monceaux è un comune francese di 781 abitanti situato nel dipartimento dell'Oise nella regione dell'Alta Francia.

## Società

### Evoluzione demografica
Abitanti censiti